# Donny McCaslin
Donald Paul McCaslin (11 de agosto de 1966) é um saxofonista de jazz americano. Ele gravou mais de uma dúzia de álbuns, inclusive o último lançado por David Bowie, Blackstar (2016).

## Indicações ao Grammy
- 2004: Melhor Solo Instrumental de Jazz - "Bulería, Soleá Y Rumba" em Concert in the Garden de Maria Schneider[1][2]
- 2013: Melhor Solo de Jazz Improvisado - "Stadium Jazz" em Casting for Gravity[2][3]
- 2015: Melhor Solo de Jazz Improvisado - "Arbiters of Evolution" em The Thompson Fields por Maria Schneider.[2][4]